# 危險維納斯
《危險的維納斯》（日语：危険なビーナス）是一部由東野圭吾 創作的日本推理小說。2016年8月26日，由講談社發行，2019年8月9日，發行成文庫本 。
故事講述一名富正義感，同時難以拒絕美女請求的獸醫，某天突然被其同母異父的弟婦告訴其弟弟失蹤，並邀請他一同尋找其弟弟，最後卻被捲入一單豪門爭產案的故事 。2020年10月，TBS電視台改編成電視劇，並於周日劇場時段播出。

## 故事簡介
有一天，單身獸醫手島伯朗接到一個陌生女子的電話，對方自稱是同母異父的弟弟・明人的新婚妻子楓，稱明人為了探望病危的父親矢神康治從西雅圖回日本，但回日本後就失蹤了。她委託伯朗協助一起尋找明人。
為了尋求丈夫失踪的原因，楓接近明人的家人。在和楓一起找尋明人的過程中，伯朗被開朗又有魅力的楓所吸引，回過神來發現自己被捲入了矢神家的遺產問題，並且還對楓產生「她真的是弟弟的妻子嗎？」的疑問。

## 登場人物
- 手島伯朗（てしま はくろう）

在動物醫院當代理院長。因為和矢神家斷絕了關係，所以和同母異父的弟弟明人處於疏遠狀態。
- 矢神楓

明人的妻子。和伯朗一起追查明人失蹤之謎的神秘美女。
- 矢神明人

伯朗的弟弟，住在西雅圖。得知父親康治病危的消息後返回日本，但返回日本後卻去向不明。
- 矢神康治

明人的父親。病危。

## 出版書籍
| 出版社                     | 出版日期       | 規格   | 頁數  | ISBN               | 譯者   |
| -------------------------- | -------------- | ------ | ----- | ------------------ | ------ |
| 講談社                     | 2016年8月26日  | 單行本 | 386頁 | ISBN 9784062202404 | 不適用 |
| 講談社文庫                 | 2019年8月9日   | 文庫本 | 496頁 | ISBN 9784065165836 | 不適用 |
| 皇冠文化                   | 2018年12月26日 | 平裝書 | 384頁 | ISBN 9789573334163 | 王蘊潔 |
| 北京聯合出版公司／磨鐵圖書 | 2018年12月1日  | 平裝書 | 336頁 | ISBN 9787559623287 | 星野空 |

## 電視劇
2020年10月11日起，TBS電視台於周日劇場播出此劇，由妻夫木聰主演 。本作亦是妻夫木聰自2004年4月播出的Orange Days，16年後再次於周日劇場中擔任主演 。第一集為第75回文化廳藝術祭的參加作品。

### 登場角色

#### 主要角色
- 手島伯朗（38）：妻夫木聰（童年：森島律斗）（香港配音：陳卓智、羅孔柔（童年））

獸醫，池田動物病院擔任代理院長，單身。年幼時生父逝世，生母再嫁給矢神康治。伯朗因此隨生母進入矢神家，但由於他與矢神家沒有血緣關係，伯朗一直認為被矢神家族成員歧視，成年後就離開矢神家獨立生活。他有很強的正義感和嚴肅的個性，但對漂亮的女人卻很弱。
- 矢神楓（30）：吉高由里子[5]（香港配音：張頌欣）

自稱是伯朗同母異父弟弟明人的妻子，一名神秘女子，舊姓為古澤。

#### 池田動物病院
- 池田幸義：辻萬長（日语：辻萬長）（第7話・第8話・最終話）（香港配音：陳永信）

池田動物病院院長。兩年前因為腦梗塞而倒下，之後完全委託伯朗在病院擔任診療。希望總有一天要把伯朗收為養子，將自己的病院讓給伯朗繼承。
- 蔭山元美（31）：中村杏[6]（香港配音：詹健兒）

在池田動物醫院擔任伯朗助手的獸醫護士，對伯朗抱有好感。

#### 矢神家
- 矢神康之介：栗田芳宏（香港配音：李錦綸）

矢神家前當家，16年前死去。
- 矢神康治（68）：栗原英雄（日语：栗原英雄）[7]（香港配音：張錦江）

康之介的長子，矢神家的現任當家兼醫生，矢神綜合醫院院長。身患末期癌症命懸一線，處於臥床不起且長期昏迷的狀態。
- 矢神波惠（66）：戶田惠子[7]（青年：宮瀬彩加）（香港配音：袁淑珍）

康之介的長女，康治之妹。管理矢神家的遺產，照顧臥床不起的康治。
- 矢神牧雄（56）：池內萬作（日语：池内万作）[7]（香港配音：葉振聲）

康之介和第二任妻所生之子。祥子同父母的親弟弟，康治和波惠的同父異母弟弟。醫生。性格孤僻，除了必要的事情以外不開口。
- 矢神禎子：齊藤由貴[7]（香港配音：曾秀清）

康治之妻，伯朗和明人的母親，16年前於矢神康之介死後不久，在一場事故中死亡。
- 矢神明人（29）：染谷將太[6]（童年：高木波瑠）（香港配音：李凱傑）

伯朗的同母異父之弟。是矢神家現當家康治唯一親生子，擁有繼承30億日圓遺產的權利。
- 矢神勇磨（40）：藤岡靛[6]（童年：石垣裕樹）（香港配音：麥皓豐、劉惠雲（童年））

矢神家的養子、在東京都內經營多家餐廳的年輕實業家。其實是康之介和佐代的私生子。
- 矢神佐代（61）：麻生祐未[7]（香港配音：沈小蘭）

康之介的養女。其實和康之介是情人關係並且是勇磨的母親。是高級俱樂部的媽媽生。妖豔文雅的女性。觀察力和洞察力都很强。
- 支倉祥子（58）：安蘭Kei[7]（香港配音：陸惠玲）

康之介的次女。牧雄的同父母姊姊，康治和波惠的同父異母妹妹。因為是外嫁女，在爭奪遺產中處於弱勢，康之介死後只取得家族經營的養老院「矢神園」的經營權，但總是對遺產繼承提出意見。說話粗野。
- 支倉隆司（59）：田口浩正（日语：田口浩正）[7]（香港配音：蕭徽勇）

祥子的丈夫，醫生，原本在不動產公司工作，十六年前康之介去世後，改為協助妻子管理「矢神園」，十六年來將「矢神園」發展成現代化看護及收費養老院事業。
- 支倉百合華（26）：堀田真由[7]（香港配音：成瑤孆）

祥子和隆司的獨生女。喜歡明人。
- 君津光（27）：結木滉星[7]（香港配音：李安邦）

矢神家的傭人。和祥子的不倫關係。曾經在酒吧「Venus」當調酒師，在番外（後述）又以兼職的身份再次開始調酒師。在第9集中判明了他是矢神家的孩子，最後一集中判明了他是波惠的情人的孩子。
- 永峰杏梨（34）：福田麻貴（日语：3時のヒロイン）[8]（香港配音：魏惠娥）（3點女主角（日语：3時のヒロイン））

矢神康治的專屬護士。和隆司是情人關係。

#### 手島家
- 手島一清：R-指定（Creepy Nuts）（香港配音：黃啟昌）

伯朗的親生父親。畫家。已故。

#### 兼岩家
- 兼岩憲三（65）：小日向文世[7]（香港配音：招世亮）

伯朗的姨丈，數學家。
- 兼岩順子（57）：坂井真紀[7]（香港配音：林元春）

禎子的妹妹，伯朗的姨母。

#### 客串
- 五十嵐真治：尾崎右宗（日语：尾崎右宗）（第二話）（香港配音：雷霆）

刑警。
- 白川春乃：大和田南那（第三話）（香港配音：陳皓宜）

明人與百合華的好友。
- 金森惠麻：中村里帆（日语：中村里帆）（第三話）（香港配音：羅孔柔）

明人與百合華的好友。
- 關川：榎木紗理奈（日语：榎木さりな）（第五話）（香港配音：劉惠雲）

來檢查寵物的主人。
- 伊本正則：石井愃一（日语：石井愃一）（第七話）（香港配音：黃子敬）

在「小泉家」附近居住的男性，禎子死後受到康治委託管理「小泉家」。
- 仁村香奈子：西尾麻里（日语：西尾まり）（第八話）（香港配音：梁少霞）

和一清同時期，父親是康治的患者。
- 雞四季老闆娘：山下容莉枝（日语：山下容莉枝）（第九話、最終話）（香港配音：許盈）

在青戶和丈夫經營烤雞店。曾經是警視廳搜查一課特殊犯搜查系的搜查員。
- 刑事：坂田聰（日语：坂田聡）（最終話）（香港配音：潘文柏）

隸屬捜査一課的刑事

### 製作團隊
- 原作：東野圭吾《危險的維納斯》（講談社、講談社文庫（日语：講談社文庫））
- 劇本：黒岩 勉（日语：黒岩勉）
- 音樂：菅野祐悟
- 主題曲：back number（日本環球音樂） [9]
- 獸醫監督：小林豐和（帝京科學大學）、
- 法律監督：小林健太郎、矢野亞紀子
- 腦神經學監督：西脇俊二
- 醫療監督：中澤曉雄
- 數學監督：寺尾隆雄
- 警察監督：古谷謙一
- 製作人：橋本芙美（日语：橋本芙美）、高丸雅隆（日语：高丸雅隆）、久松大地
- 導演：佐藤祐市（日语：佐藤祐市）、河野圭太（日语：河野圭太）、北坊信一
- 開發：佐藤美紀（編排）、高橋秀光（編排）
- 製作公司：共同電視、TBS電視台

### 播出日程
| 集數                                                                        | 播出日期 | 副標題 | 標題 | 導演     | 收視率 | 備註       |
| --------------------------------------------------------------------------- | -------- | ------ | ---- | -------- | ------ | ---------- |
| 第1話                                                                       | 10月11日 |        |      | 佐藤祐市 | 14.1%  | 加長25分鐘 |
| 第2話                                                                       | 10月18日 |        |      | 佐藤祐市 | 12.5%  | 加長15分鐘 |
| 第3話                                                                       | 10月25日 |        |      | 佐藤祐市 | 11.7%  |            |
| 第4話                                                                       | 11月1日  |        |      | 河野圭太 | 11.0%  |            |
| 第5話                                                                       | 11月8日  |        |      | 河野圭太 | 10.9%  |            |
| 第6話                                                                       | 11月15日 |        |      | 河野圭太 | 11.2%  |            |
| 第7話                                                                       | 11月22日 |        |      | 河野圭太 | 10.9%  |            |
| 第8話                                                                       | 11月29日 |        |      | 北坊信一 | 10.9%  |            |
| 第9話                                                                       | 12月6日  |        |      | 河野圭太 | 08.7%  |            |
| 最終話                                                                      | 12月13日 |        |      | 佐藤祐市 | 12.7%  |            |
| 平均收視率 11.5% （收視率由Video Research調查關東地區、世帯、即時統計資料） |          |        |      |          |        |            |

### 番外
以《安全的維納斯》（日语：あんぜんなビーナス）為題，於2020年10月25日本篇第3集播出結束後開始在Paravi上發佈。
以本篇中沒有登場的酒吧「Venus」為舞台，在本篇出演的演員們客串登場，喝了蒼井翔太飾演的主人公Sherry提供的雞尾酒後敞開心扉，如標題所示，在安全酒吧「Venus」中揭露了本篇的內幕的模樣。

#### 登場角色
- Sherry（酒吧「Venus」老闆／調酒師）：蒼井翔太[11]
- 君津光：結木滉星[12]
- Hikaru（聲）：天野七瑠（日语：天野七瑠）

##### 客串
第1話
- 蔭山元美：中村杏（第5話・第6話・最終話）

第2話
- 支倉百合華：堀田真由（第6話・最終話）

第3話
- 永峰杏梨：福田麻貴（3點女主角）

第4話
- 花子：上田 奏（3點女主角）
- 愛子：永尾瑪利亞
- 理子：梶原光

第5話
- 池田幸義：辻萬長

#### 製作團隊
- 原作：東野圭吾《危險的維納斯》（講談社、講談社文庫（日语：講談社文庫））
- 編劇：山本奈奈
- 製作人：橋本芙美（日语：橋本芙美）、久松大地、村木美砂
- 導演：北坊信一、吉田使憲
- 製作公司：共同電視、TBS電視台

#### 播出日程
| 集數      | 播出日期 | 副標題 | 導演     |
| --------- | -------- | ------ | -------- |
| glass I   | 10月25日 |        | 北坊信一 |
| glass II  | 11月01日 |        | 北坊信一 |
| glass III | 11月08日 |        | 北坊信一 |
| glass IV  | 11月15日 |        | 北坊信一 |
| glass V   | 11月22日 |        | 吉田使憲 |
| glass VI  | 11月29日 |        | 吉田使憲 |
| glass VII | 12月13日 |        | 吉田使憲 |

- 12月6日新作的配信中止。

## 外部連結
| 書籍 - 《危險的維納斯》（單行本）\| 講談社BOOK倶樂部 （页面存档备份，存于）（日語） - 《危險的維納斯》（文庫本）\| 講談社BOOK倶楽部 （页面存档备份，存于）（日語） | 電視劇 - 周日劇場《危險的維納斯》\| TBS官方網站 （页面存档备份，存于）（日語） - 周日劇場《危險的維納斯》的X（前Twitter）（日語） - 番外劇《安全的維納斯》\| Paravi （页面存档备份，存于）（日語） |

《危險的維納斯》緯來日本台官方網站 （页面存档备份，存于）（繁體中文）
| 日本 TBS電視台 周日劇場                              | 日本 TBS電視台 周日劇場                                  | 日本 TBS電視台 周日劇場 |
| ---------------------------------------------------- | -------------------------------------------------------- | ----------------------- |
|                                                      | 危險的維納斯 （2020年10月11日－2020年12月13日）          |                         |
| 半澤直樹（2020年版） （2020年7月9日－2020年9月27日） | 天國與地獄～瘋狂的2人～ （2021年1月17日－2021年3月21日） |                         |

| 台灣 緯來日本台 開播日起週一至週五每晚十點 | 台灣 緯來日本台 開播日起週一至週五每晚十點              | 台灣 緯來日本台 開播日起週一至週五每晚十點 |
| ------------------------------------------ | ------------------------------------------------------- | ------------------------------------------ |
|                                            | 危險的維納斯 （2021年4月20日－2021年5月4日）            |                                            |
| —                                          | 天國與地獄～瘋狂的2人～ （2021年5月5日－2021年5月18日） |                                            |

| 香港 無綫電視J2 星期六、日 23:00 - 00:00 · （星期日播映時間受電影時段《星期日開片》播放之電影長度影響）    | 香港 無綫電視J2 星期六、日 23:00 - 00:00 · （星期日播映時間受電影時段《星期日開片》播放之電影長度影響） | 香港 無綫電視J2 星期六、日 23:00 - 00:00 · （星期日播映時間受電影時段《星期日開片》播放之電影長度影響） |
| --- | --- | --- |
| | 危險的維納斯 （2023年4月29日－2023年5月28日）                                                           | |
| 被擦掉的初戀（星期六） （2023年3月25日－2023年4月22日）國王排名（星期日） （2023年2月12日－2023年4月23日） | 救參家族 （2023年6月3日－2023年7月2日）                                                                 | |